# Хуан Ида
Хуан Ида (кит. трад. 黃義達, упр. 黄义达, пиньинь Huang Yìdá) — сингапурский певец и композитор. Окончил музыкальную школу Ли Вэйсуна (Lee Wei Song) в Сингапуре.
Хуан (что в переводе означает «жёлтый, золотой») — это фамилия, а Ида (где 义 yì — «добродетельность, праведность»; 达 dá — «выражать, передавать») — это имя.
При сотрудничестве Ида с компанией Sony Тайвань его имя писалось с двумя заглавными буквами YiDa и играло роль его логотипа, на самом деле правильное написание с одной заглавной буквой Yida.
Совместно с компанией Sony Тайвань Хуан Ида выпустил 4 основных альбома, а в 2005 году его песня Chou nan ren/Jerk/臭男人 — стала главной темой к тайваньскому сериалу «Дьявол рядом с тобой» (Devil beside you/惡魔在身邊). Другая его песня «Set Me Free» в том же 2005 году стала саундтреком к китайской версии фильма «Стелс» (Stealth).
Его долгожданный «Посвящённый самому себе» (寫给自己的歌) был официально выпущен 28.11.2008.
В ноябре 2010 года Хуан Ида становится частью «Семьи Ovation». В одном из интервью Хуан Ида сказал: «Я был очень взволнован, когда узнал, что вступлю в „Семью Ovation“. Ovation производят лучшие гитары в мире. Многие всемирно знаменитые музыканты, например Beyong в Гонконге, выступали представителями Ovation. Музыка и гитара — основные составляющие всей моей жизни, я полностью влюблен в них».
Спустя 7 после своего последнего альбома Хуан Ида выпускает пред-альбом «Тусклый свет» (微光 wēiguāng). Этот альбом был при сотрудничестве Ида с китайской звукозаписывающей компанией 北京橙天华音音乐制作有限公司 (Běijīng chéng Tiānhuá yīn yīnyuè zhìzuò Yǒuxiàngōngsī), с которой Хуан Ида работает после окончания контракта с Sony Тайвань. Альбом состоит из 5 композиций, одна из которых — инструментальная, была использована дизайнером Мари для показа своей новой коллекции You.kai.
Вместе с выпуском пред-альбома 微光, совместно с той же звукозаписывающей компанией вышел и фильм. В главной роли снялся сам Ида и китайская актриса Тан Янь (1983 года рождения). Фильм повествует о страдающем потерей памяти юноше, который каждый раз влюбляется в одну и ту же девушку.

## Дискография
- 無法定義 (wúfǎ dìngyì — Неопределимый) (2004)

1. 地下鐵 (dìxiàtiě — subway — метро);
2. 藍天 (lántiān — blue sky — голубое небо);
3. 顯微鏡下的愛情 (xiǎnwēijìng xià de àiqíng — love under the microscope — любовь под микроскопом);
4. 線上遊戲 (xiàn shàng yóuxì — on-line game — онлайн игра);
5. 匿名的寶貝(nìmíng de bǎobèi — my anonymous babe — девушка без имени);
6. 喜歡你(喜歡我) (xǐhuan nǐ xǐhuan wǒ — Love you, Love me — нравишься ты — нравлюсь я);
7. 一滴未乾的淚 (yìdī wèi qián de lèi — a teardrop yet to dry — не высохшая слеза);
8. 簡單 (jiǎndān — simple — простой);
9. 變質的感情 (biànzhì gǎnqíng — love turned sour — испортившиеся чувства);
10. Go Away (уходи);
11. 等邊三角(děngbiān sānjiǎo — equilateral triangle — равносторонний треугольник).

- 專屬密碼 (zhuān shǔ mìmǎ — Exclusive Code — Уникальный код) (2005)

1. 目擊者 (mùjīzhě — eyewitness — свидетель);
2. 那女孩對我說 (nà nǚhái duì wǒ shuō — she told me — та девушка сказала мне);
3. 專屬密碼 (zhuān shǔ mìmǎ — exclusive code — уникальный код);
4. 一秒的安慰 (yī miăo ānwèi — a moment of consolation — момент утешения);
5. 如果愛 就現在吧 (rúguǒ ài jiù xiànzài bā — Let’s Love Now — давай любить сейчас);
6. 超愛你 (chāo ài nǐ — Super Love — слишком люблю тебя);
7. 每天的每夜 (měitiān de měi yè — Every Single Night — каждую ночь);
8. Set Me Free (ft. Karen Mok) — освободи меня;
9. 臭男人 (chòu nánrén — Jerk — плохой парень);
10. 征服自己 (zhēngfú zìjǐ — Conquer My Fear — преодолей себя);
11. 顯微鏡下的愛情(弦樂版)(愛,後來呢) — xiǎnwēijìng xià de àiqíng (xiányuè băn) (ài, hòulai ne) — Love under microscope — любовь под микроскопом.

- 完整演出 (wánzhěng yǎnchū — The Grand Finale — важное завершение.представление) (2007)

1. 序曲 (xùqǔ — Prelude — прелюдия);
2. 到底多久 (dàodǐ duōjiǔ — How Long? — как долго?);
3. 那女孩 (nà nǚhái — That Girl — та девушка);
4. 某天 (mēi tiān — Someday — однажды);
5. 既然你問我 (jìrán nĭ wèn wǒ — Since You Asked Me — раз уж ты меня спросила);
6. 我懂 (wǒ dǒng — I Understand — я понимаю/знаю);
7. 部落格 (bùluòge — Blog — блог);
8. 文成公主 (Wénchéng Gōngzhǔ — Princess Wen Cheng — принцесса Вэньчэн);
9. 解脫 (jiětuō — Liberation — освобождение);
10. 完整演出 (wánzhěng yǎnchū — The Grand Finale — важное завершение);
11. 冷戰 (lěngzhàn — Cold War — холодная война);
12. My Love My Dear (Demo版) — моя любимая, моя дорогая (демоверсия);

- 寫給自己的歌 (xiě gěi zìjǐ de gē — Dedicated to Myself — песня, посвященная самому себе) (2008)

1. 愛了才懂 (àile cái dǒng — Only Understand After Love — понял, когда любовь уже прошла);
2. 寫給自己的歌 (xiě gěi zìjǐ de gē — Dedicated to Myself — песня, посвященная самому себе);
3. You Were There (ты была там);
4. 愛是自私的 (ài shì zìsī de — Love Is Selfish — любовь эгоистична);
5. 在這裡 (zài zhèli — Right Here — прямо здесь);
6. Mr. Y (мистер И);
7. 林老師說 (Lín lǎoshī shuō — Teacher Lin Says — учитель Линь говорит);
8. Set Me Free II (освободи меня II);
9. I’m Yida (я Ида);
10. To My Fans (моим фанатам).

- 過程-精選 (2CD+1DVD)  (guòchéng jīngxuǎn — YiDA’s Journey — Best Collection — Путешествие Ида — Лучшее собрание) (2009)
- CD 1

1. 地下鐵 (dìxiàtiě — subway — метро);
2. 藍天 (lántiān — blue sky — голубое небо);
3. 匿名的寶貝 (nìmíng de bǎobèi — my anonymous babe — девушка без имени);
4. 喜歡你(喜歡我) (xǐhuan nǐ xǐhuan wǒ — Love you, Love me — нравишься ты — нравлюсь я);
5. 那女孩對我說 (nà nǚhái duì wǒ shuō — she told me — та девушка сказала мне);
6. 專屬密碼 (zhuān shǔ mìmǎ — exclusive code — уникальный код);
7. 一秒的安慰 (yī miăo ānwèi — a moment of consolation — момент утешения);
8. 臭男人 (chòu nánrén — Jerk — плохой парень);
9. 到底多久(dàodǐ duōjiǔ — How Long Is It Going To Be? — как долго это продлится?)
10. 完整演出 (wánzhěng yǎnchū — The Grand Finale — важное завершение);
11. 那女孩 (nà nǚhái — That Girl — та девушка);
12. 愛了才懂 (àile cái dǒng — Only Understand After Love — понял, когда любовь уже прошла);
13. 愛是自私的 (ài shì zìsī de — Love Is Selfish — любовь эгоистична);
14. 在這裡 (zài zhèli — Right Here — прямо здесь);

- CD 2

1. I’m Yida (Я Ида)
2. Go Away (уходи)
3. 一滴未乾的眼淚 (yìdī wèi qián de lèi — a teardrop yet to dry — не высохшая слеза);
4. 目擊者 (mùjīzhě — eyewitness — свидетель);
5. 顯微鏡下的愛情 (xiǎnwēijìng xià de àiqíng — love under the microscope — любовь под микроскопом);
6. 每天的每夜 (měitiān de měi yè — Every Single Night — каждую ночь);
7. Set Me Free (освободи меня)
8. 如果愛 就現在吧 (rúguǒ ài jiù xiànzài bā — Let’s Love Now — давай любить сейчас);
9. 冷戰 (lěngzhàn — Cold War — холодная война);
10. 我懂 (wǒ dǒng — I Understand — я понимаю/знаю);
11. 既然你問我 (jìrán nĭ wèn wǒ — Since You Asked Me — раз уж ты меня спросила);
12. Set Me Free II (освободи меня II)
13. You Were There (ты там была)
14. 寫給自己的歌 (xiě gěi zìjǐ de gē — Dedicated to Myself — песня, посвященная самому себе).

- EP 微光(wēiguāng — glimmer — пред-альбом «слабый свет»)

1. 微光 (wēiguāng — glimmer — слабый свет);
2. Broken Heart (разбитое сердце)
3. 倒叙 (dàoxù — flashback — воспоминание)
4. 保留(bǎoliú — preserve — сохрани)
5. Track 11 (инструментальная композиция)

## Песни Ида звучат в
- песня 寶藏 — bǎozàng — сокровища стала треком к Тайваньской версии анимационного фильма «Планета сокровищ» (2002 г.; Walt Disney Pictures);
- песня 地下鐵 — dìxiàtiě — метро стала основным саундтреком к гонконгскому фильму «Sound of colours» (2003 г.) (фильм не выходил в российском прокате);
- песня 臭男人 — Jerk стала открывающим саундтреком к тайваньской драме «Дьявол рядом с тобой» (2005 г.);
- песня Set Me Free (совместно с Карен Мок) стала саундтреком к китайской версии фильма «Стелс» (2005 г.);
- песня Nocturne (исполненная японским певцом Kousuke Atari) — стала в Японии рекламным саундтреком к фильму тайваньского режиссёра Энга Ли «Вожделение» (2007 г.);
- песня 要正常愛 стала музыкальным оформлением к фильму гонконгского режиссёра Цуй Харка «女人不壞» — All about women (2008 г.) * фильм не выходил в Российском прокате;
- песня Set Me Free II была использована на Неделе Моды 2009 в Рио-де-Жанейро, на показе модельера Мари Чиби (Marie Tchibi).

## Песни, написанные Ида для других певцов
1. 一九九幾的他 — him in the 1990s — он в 90-х — Julia Peng (彭佳慧)
2. 我不是英雄 — 陳宇凡 — I am not a hero — я не герой — Chen Yufan (陳宇凡)
3. 漸漸 — gradually — постепенно — zhao wei (趙薇)
4. 順風逆風 — with the wind, against the wind — ветер против ветра -zhao wei (趙薇)
5. 上一次下一次 — the last time, the next time — в последний раз, в следующий раз — nicholas Xie (謝霆鋒)
6. 飛天 — fly to the sky — улететь в небо — chen yiyi (陳依依)
7. 再一次 — again — снова — chen hailu (秦海璐)
8. 虛擬世界 — virtual world — виртуальный мир — chen hailu (秦海璐)
9. 恋爱新手 — love novice — новичок в любви — BOBO
10. 怎么爱 — how to love — как любить — BOBO
11. 幸福在路上 — love is on the way — любовь это единственный путь — huang yi (黃弈)
12. complicated — сложный -zhou hui (周蕙)
13. 1到10 — 1 to 10 — от 1 до 10 — 我和你 — ты и я — fan weiqi (范玮琪)
14. 和你在一起 — together with you — вместе с тобой — qiao renliang (乔任梁)
15. 阴天气球 — cloudy balloons — облака (облачные шарики) — qiao renliang (乔任梁)

## Телесериалы с участием Хуан Ида
- В 2006 году Хуан Ида снялся в китайском музыкальном телесериале 星光大道 (Xing Guang Da Dao/Star Boulevard). Он сыграл героя по имени Alan (или Xiao Nu). В сериале было 20 эпизодов.

## Музыкальные фильмы с Хуан Ида
- 保留 — Храни — (2011 г.) совместно с актрисой 唐嫣 Тан Янь. Фильм выпущен компанией Beijing Orange Ske Hua Yin Music Production Co.Ltd./北京橙天华音音乐制作有限公司. Выпуск фильма был приурочен к выходу альбома 微光 — Wei Guang — Слабый свет и включён в набор к компакт-диску.